# Marisol (Schauspielerin)

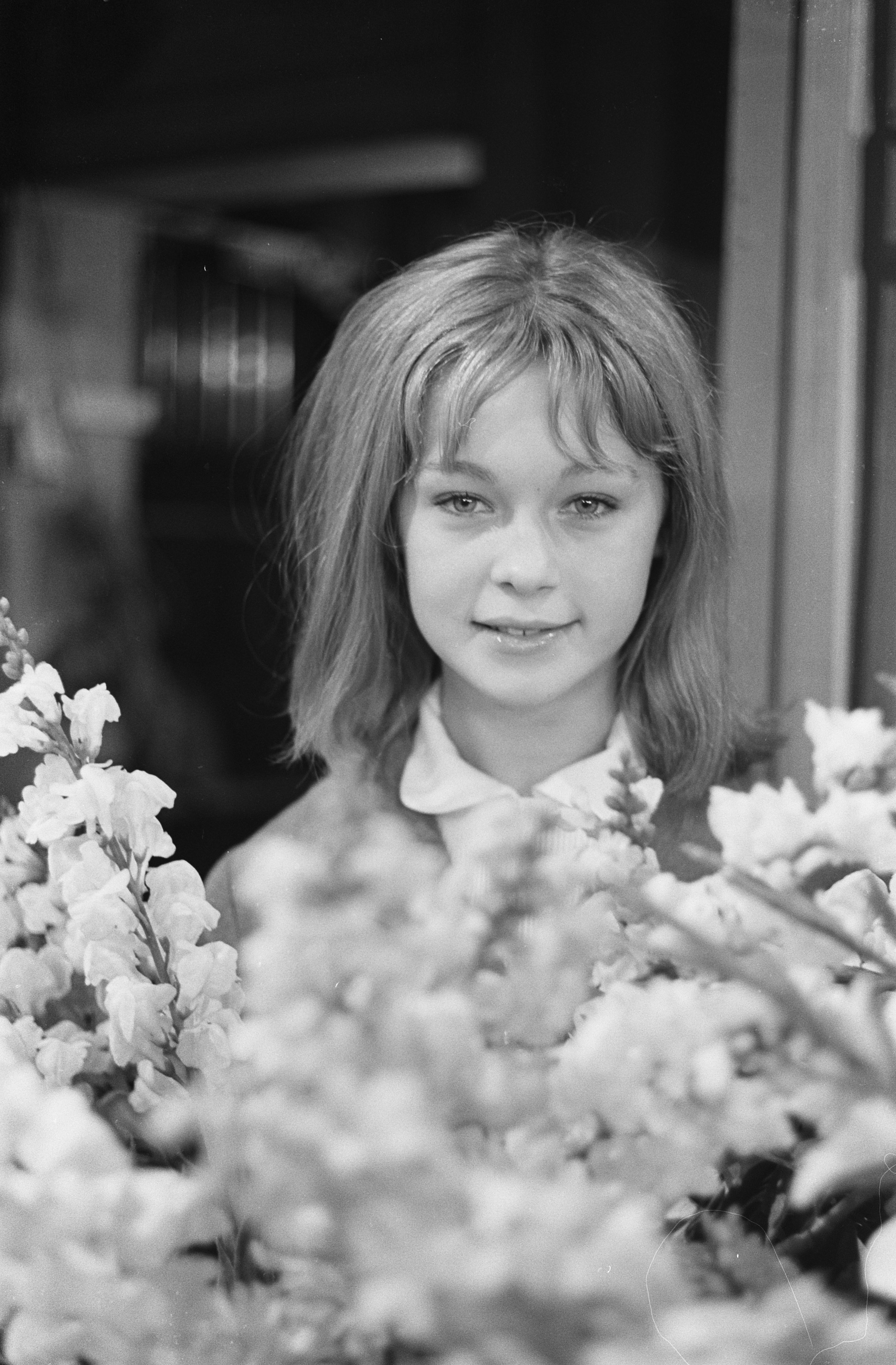
Marisol im Oktober 1962

Marisol war der Künstlername der spanischen Schauspielerin und Sängerin Josefa „Pepa“ Flores González (* 4. Februar 1948 in Málaga), unter dem sie in den 1960er-Jahren zum erfolgreichsten Kinderstar des spanischen Kinos avancierte. 
In späteren Jahren distanzierte sie sich von den mit dem Namen Marisol verbundenen frühen und vom Zeitgeist der Franco-Ära geprägten Filmen und trat fortan als Pepa Flores in Erscheinung. 
Ihr privates wie öffentliches Leben, in dem sie sich zunehmend traditionellen Rollenklischees und den gesellschaftlichen Zwängen widersetzte, die der Mehrheit der spanischen Frauen auch in den ersten Jahren der Demokratisierung des Landes immer noch auferlegt waren, sowie ihre attraktive Erscheinung machten sie zu einem begehrten Objekt der prensa rosa und zu einer der am häufigsten fotografierten Frauen Spaniens. Sie engagierte sich für die spanische Linke, was ihr in den Jahren der Transition in Spanien den Ruf einer „Muse des Volkes“ einbrachte und ihren Status als Ikone der Demokratie und des Feminismus begründete. Obwohl sie sich bereits Mitte der 1980er infolge der zunehmend als Last empfundenen Vereinnahmung durch die Öffentlichkeit ins Privatleben zurückzog, ist ihre Popularität und das Interesse an ihrer Person bis in die Gegenwart ungebrochen.

## Leben und Wirken
Josefa „Pepa“ Flores erhielt eine Gesangs- und Tanzausbildung. Im Alter von elf Jahren sah sie der Filmproduzent Manuel J. Goyanes im spanischen Fernsehen, wo sie als Mitglied eines Gesangs- und Tanzensembles aus Málaga auftrat. Goyanes nahm das Mädchen unter Exklusivvertrag und vermarktete sie fortan unter dem Namen Marisol.
Drei Goyanes-Produktionen aus der Hand des Regisseurs Luis Lucia – Un rayo de luz, Ha llegado un ángel und Tómbola – brachten Marisol Anfang der 1960er Jahre groß heraus. „Diese Filme setzten unverblümt auf hemmungslose Sentimentalität und das Gesangskönnen der pausbäckigen Unschuld“, wie es in Das große Personenlexikon des Films heißt. Auf dem Höhepunkt ihrer Karriere – Marisol-Filme entwickelten sich in Spanien und Lateinamerika zu veritablen Kassenmagneten – war Marisol Mitte der 1960er Jahre zu einem Teenager gereift und erhielt mit George Sherman erstmals einen Regisseur von internationalem Renommee zur Seite gestellt. Das Ergebnis war die „surrealistisch angehauchte Aschenputtel-Geschichte“ La nueva cenicienta, die ein künstlerischer und kommerzieller Misserfolg wurde. Auch ihr Auftritt in Mel Ferrers Inszenierung Cabriola im Jahr darauf (1965) fand nicht mehr die erhoffte Beachtung.
Mit La chica del Molino Rojo strebte sie 1973 einen Imagewechsel an. Im selben Jahr gab sie ihr Bühnendebüt in dem Stück Quedate a desayunar. Als Charakterdarstellerin - und letztmalig unter ihrem Künstlernamen „Marisol“ - vermochte sie mit dem Part der Lehrerin in Mario Camus’ Widerstands- und Untergrunddrama Los días del pasado (1977) zu überzeugen.
Pepa Flores, wie sie sich nach Ablegung ihres früheren Künstlernamens wieder nannte, wirkte Anfang der 1980er Jahre an der Seite ihres damaligen Lebenspartners Antonio Gades in zwei auch international erfolgreichen Inszenierungen Carlos Sauras (Bluthochzeit, Carmen) mit. 1984 übernahm sie die Hauptrolle in der Fernsehserie Proceso a Mariana Pineda.

### Politische Aktivitäten
Während ihrer Liaison mit Antonio Gades begann Pepa Flores zunehmend, sich mit den Positionen des Marxismus auseinanderzusetzen. Sie engagierte sich in der Kommunistischen Partei Spaniens (PCE), nahm an Demonstrationen gegen die NATO teil und sympathisierte öffentlich mit dem kubanischen Revolutionsregime Fidel Castros.

## Auszeichnungen
Beim Internationalen Filmfestival Karlovy Vary wurde sie 1978 für ihre Darstellung in Los días del pasado als beste Hauptdarstellerin ausgezeichnet (ex aequo mit Marie-José Nat).
Im Jahr 2020 erhielt sie für ihr Lebenswerk den Goya-Ehrenpreis, den ihre Töchter María Esteve Flores, Tamara Gades und Celia Flores am Tag der Preisverleihung stellvertretend für sie entgegennahmen.
Die spanische Regisseurin Blanca Torres Miguel (* 1977 in Zaragoza) widmete ihrer Person den Dokumentarfilm Marisol, llámame Pepa. Proceso a un mito. (Spanien 2024, 84 min.).
Ihre Heimatstadt Málaga benannte eine Straße im Stadtbezirk Ciudad Jardín nach ihr, die Calle Pepa Flores ‘Marisol’.

## Filmografie
Kinofilme unter dem Namen Marisol
- 1960: Un rayo de luz
- 1961: Ha llegado un ángel (deutsch: Ein steiler Zahn)
- 1962: Tómbola
- 1963: Marisol, rumbo a Río
- 1964: La nueva cenicienta
- 1964: La historia de bienvenido
- 1964: Búsqueme a esta chica
- 1965: Cabriola
- 1966: Las cuatro bodas de Marisol
- 1968: Solos los dos
- 1968: Carola de día, Carola de noche
- 1972: La corrupción de Chris Miller (deutsch: Maske des Grauens)
- 1973: La chica del Molino Rojo
- 1975: El poder del deseo
- 1977: Los días del pasado

Kinofilme als Pepa Flores
- 1981: Bodas de sangre (deutsch: Bluthochzeit)
- 1983: Carmen
- 1985: Caso cerrado